# Komisariat Straży Granicznej „Krościenko”

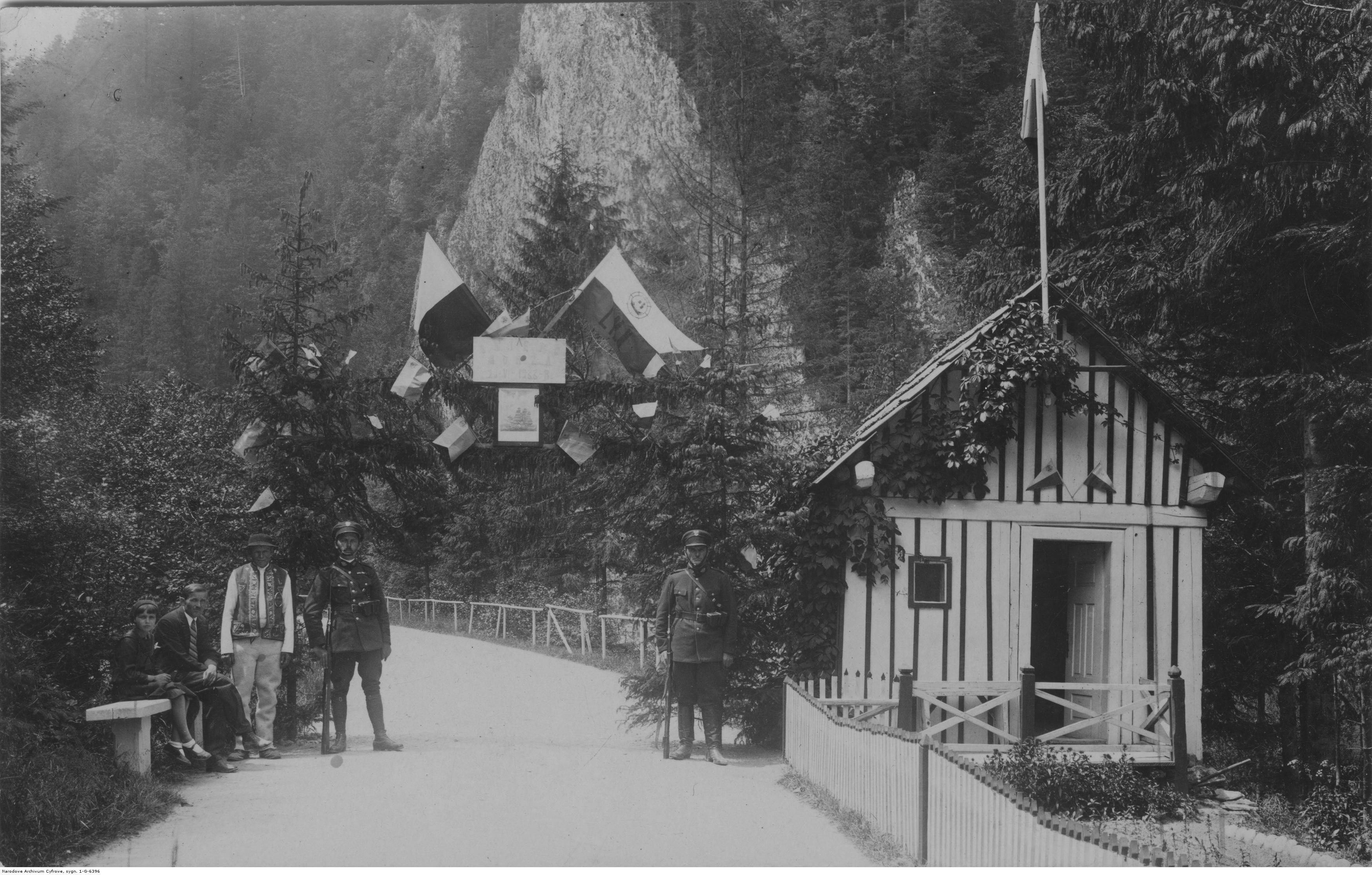
Posterunek Straży Granicznej koło Krościenka

Komisariat Straży Granicznej „Krościenko” – jednostka organizacyjna Straży Granicznej pełniąca służbę ochronną na granicy polsko-czechosłowackiej w latach 1928–1939.

## Geneza
Na wniosek Ministerstwa Skarbu, uchwałą z 10 marca 1920 roku, powołano do życia Straż Celną. Proces tworzenia Straży Celnej trwał do końca 1922 roku. 
Komisariat Straży Celnej „Niedzica”, wraz ze swoimi placówkami granicznymi, wszedł w podporządkowanie Inspektoratu Granicznego Straży Celnej „Sącz”.
W drugiej połowie 1927 roku przystąpiono do gruntownej reorganizacji Straży Celnej. W praktyce skutkowało to rozwiązaniem tej formacji granicznej.
Rozkazem nr 5 z 16 maja 1928 roku w sprawie organizacji Małopolskiego Inspektoratu Okręgowego dowódca Straży Granicznej gen. bryg. Stefan Pasławski powołał komisariat Straży Granicznej „Krościenko”, który przejął ochronę granicy od rozwiązywanego komisariatu Straży Celnej.

## Formowanie i zmiany organizacyjne
Rozporządzeniem Prezydenta Rzeczypospolitej Polskiej Ignacego Mościckiego z 22 marca 1928 roku, do ochrony północnej, zachodniej i południowej granicy państwa, a w szczególności do ich ochrony celnej, powoływano z dniem 2 kwietnia 1928 roku  Straż Graniczną.
Rozkazem nr 5 z 16 maja 1928 roku w sprawie organizacji Małopolskiego Inspektoratu Okręgowego dowódca Straży Granicznej gen. bryg. Stefan Pasławski przydzielił komisariat „Krościenko” do Inspektoratu Granicznego nr 18 „Nowy Targ” i określił jego strukturę organizacyjną. 
Już 8 września 1828 dowódca Straży Granicznej rozkazem nr 6  w sprawie organizacji Małopolskiego Inspektoratu Okręgowego podpisanym w zastępstwie przez mjr. Wacława Szpilczyńskiego zmieniał organizację komisariatu i ustalał jego granice. 
Rozkazem nr 7 z 25 września 1929 roku w sprawie reorganizacji i zmian dyslokacji Małopolskiego Inspektoratu Okręgowego komendant Straży Granicznej płk Jan Jur-Gorzechowski określił numer i nową strukturę komisariatu.
Rozkazem nr 1 z 27 marca 1936 roku  w sprawach [...] zmian w niektórych inspektoratach okręgowych, komendant Straży Granicznej płk Jan Jur-Gorzechowski przemianował posterunek SG Sromowce Wyżne na placówkę Straży Granicznej I linii.
Rozkazem nr 3 z 27 lipca 1936 roku  w sprawach reorganizacji placówek i zmian przydziałów, komendant Straży Granicznej płk Jan Gorzechowski  zniósł posterunek SG „Łęcko”.
Rozkazem nr 3 z 31 grudnia 1938 roku w sprawach reorganizacji jednostek na terenach Śląskiego, Zachodniomałopolskiego i Wschodniomałopolskiego okręgów Straży Granicznej, a także utworzenia nowych komisariatów i placówek, komendant Straży Granicznej płk Jan Gorzechowski, działając na podstawie upoważnienia Ministra Skarbu z 14 października 1938 roku, przydzielił placówki: Niedzica” i „Kacwin” do komisariatu „Łapsze Niżne”,  przeniósł placówkę I linii „Szczawnica” do Leśnicy.

## Służba graniczna
Sąsiednie komisariaty:
- komisariat Straży Granicznej „Zakopane” ⇔ komisariat Straży Granicznej „Muszyna” − 1928
- komisariat Straży Granicznej „Zakopane” ⇔ komisariat Straży Granicznej „Piwniczna” − 1935[13]

## Funkcjonariusze komisariatu
| Kierownicy/komendanci komisariatu | Kierownicy/komendanci komisariatu | Kierownicy/komendanci komisariatu | Kierownicy/komendanci komisariatu |
| stopień                           | imię i nazwisko                   | okres pełnienia służby            | kolejne stanowisko                |
| --------------------------------- | --------------------------------- | --------------------------------- | --------------------------------- |
| podkomisarz                       | Roman Bogdanowicz                 | 1928 – 1929                       |                                   |
| nadkomisarz                       | Paweł Herburt                     | 1929 – 1930                       | w stan spoczynku                  |
| podkomisarz                       | Tadeusz Kuryłowicz                | 2 III 1939 -                      |                                   |
| Zastępcy komendanta komisariatu   |                                   |                                   |                                   |
| starszy strażnik                  | Adam Faron                        | 1 V 1939 –                        |                                   |

## Struktura organizacyjna

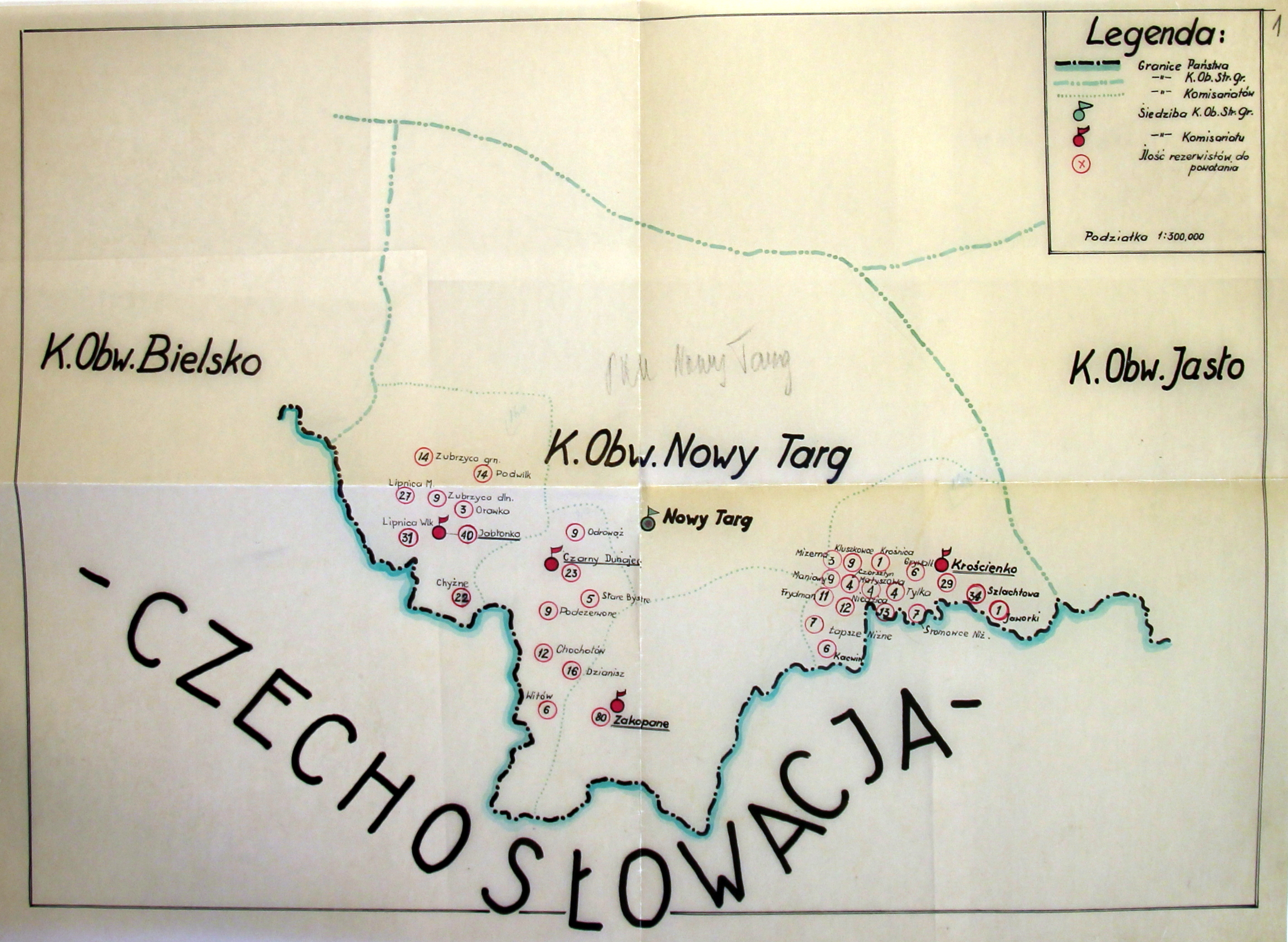
Szkic Obwodu SG „Nowy Targ”

Organizacja komisariatu w kwietniu 1928:
- komenda − Krościenko nad Dunajcem
- placówka Straży Granicznej I linii „Kacwin”
- placówka Straży Granicznej I linii „Czorsztyn”
- placówka Straży Granicznej I linii „Jaworki”
- placówka Straży Granicznej II linii „Krościenko”

Organizacja komisariatu we wrześniu 1928:
- placówka Straży Granicznej I linii „Kacwin”
- placówka Straży Granicznej I linii „Niedzica”
- placówka Straży Granicznej I linii „Szczawnica”
- placówka Straży Granicznej II linii „Krościenko”

Organizacja komisariatu we wrześniu 1929, w 1931, w 1935 :
- 4/18 komenda − Krościenko (58,5 km)
- placówka Straży Granicznej I linii „Kacwin” → w 1938 do komisariatu „Łapsze Niżne”
- placówka Straży Granicznej I linii „Niedzica” → w 1938 do komisariatu „Łapsze Niżne”
- placówka Straży Granicznej I linii „Sromowce Niżne”
- placówka Straży Granicznej I linii „Szczawnica” → w 1938 przeniesiona do Leśnicy
- placówka Straży Granicznej I linii „Jaworki”
- placówka Straży Granicznej II linii „Krościenko”

Organizacja komisariatu w grudniu 1938:
- komenda − Krościenko
- placówka Straży Granicznej I linii „Sromowce Niżne”
- placówka Straży Granicznej I linii „Leśnica”
- placówka Straży Granicznej I linii „Jaworki”
- placówka Straży Granicznej II linii „Krościenko”